# Región de Coquimbo
Die Region IV Coquimbo ist die fünftnördlichste Region von Chile. Sie liegt etwa 400 km nördlich von Santiago de Chile.
Im Norden grenzt sie an die Región de Atacama, im Süden an die Región de Valparaíso und im Osten an Argentinien.

## Geographie und Klima

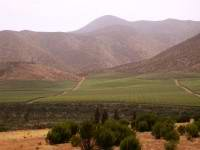
Valle del Elqui

Die Region liegt im Norden Chiles am Pazifik. Die Hauptstadt La Serena liegt etwa 470 km nördlich von Santiago de Chile.
Die Region ist geprägt von Wüstenlandschaften, aber es gibt auch einige fruchtbare Gebiete südlich von Coquimbo und bei Ovalle. Im trockenen Norden steht z. B. das La-Silla-Observatorium.
Die wichtigste Lebensader im Norden ist der Fluss Río Elqui. In der Mitte sind dies mehrere Stauseen (Recoleta, La Paloma und Cogoti). Im Süden spendet der Río Choapa das wichtige Wasser.
In vielen Bereichen herrscht wüstenartiges Klima mit geringen Regenmengen. Meist beginnt kurz hinter den Küstenstädten direkt die Wüste, wie z. B. in La Serena.

## Geschichte
Die ersten menschlichen Spuren reichen bereits 10.000 Jahre zurück, z. B. Casa de Piedra ein Felsüberhang bei Ovalle.
Die erste Stadt die die Spanier in der Region Coquimbo gründeten, war La Serena. Sie ist die zweitälteste Stadt Chiles. Juan Bohón gründete sie am 15. November 1543 als Seehafen zur Verbindung zwischen Santiago de Chile und Lima in Peru. Die Stadt wurde allerdings 22. Juli 1549 durch Angriffe der Ureinwohner wieder zerstört. Francisco de Aguirre gründete am 26. August 1549 praktisch erneut.
Die Stadt Coquimbo wurde 1550 als Hafen genutzt, sie selbst wurde allerdings erst 1867 zur Stadt erklärt. Illapel folgte 1752 und die Stadt Ovalle 1831.
Die reichen Rohstoffvorkommen, wie Kupfer, Eisen und Gold führten ab 1840 zum starken Aufschwung der Region.
Die Region wird immer wieder von schweren Erdbeben und Tsunamis heimgesucht (z. B. 1801).

## Verwaltungsgliederung
Die Region ist in drei Provinzen unterteilt (Nord nach Süd):
- Provinz Elqui
- Provinz Limarí
- Provinz Choapa

Die größten Städte sind:
- Coquimbo, 161.319 Einwohner (2005)
- La Serena, 154.523 Einwohner (2005)
- Ovalle, 112.956 Einwohner (2012)
- Illapel, 29.000 Einwohner (2005)
- Andacollo, 10.288 Einwohner (2002)

| Provinz | Hauptstadt | Kommunen        | Karte |
| Choapa  | Illapel    | 1 Canela        | Karte |
| Choapa  | Illapel    | 2 Illapel       | Karte |
| Choapa  | Illapel    | 3 Los Vilos     | Karte |
| Choapa  | Illapel    | 4 Salamanca     | Karte |
| Elqui   | Coquimbo   | 5 Andacollo     | Karte |
| Elqui   | Coquimbo   | 6 Coquimbo      | Karte |
| Elqui   | Coquimbo   | 7 La Higuera    | Karte |
| Elqui   | Coquimbo   | 8 La Serena     | Karte |
| Elqui   | Coquimbo   | 9 Paihuano      | Karte |
| Elqui   | Coquimbo   | 10 Vicuña       | Karte |
| Limarí  | Ovalle     | 11 Combarbalá   | Karte |
| Limarí  | Ovalle     | 12 Monte Patria | Karte |
| Limarí  | Ovalle     | 13 Ovalle       | Karte |
| Limarí  | Ovalle     | 14 Punitaqui    | Karte |
| Limarí  | Ovalle     | 15 Río Hurtado  | Karte |

## Sehenswürdigkeiten
Die Region verfügt über riesige Strandgebiete, die zum Baden und Surfen einladen. Nationalparks, wie der Nationalpark Bosque de Fray Jorge oder Las Chinchillas (Nationalpark) sind gern besuchte Ziele. Ebenso sind Exkursionen in die Wüstengebiete möglich. Die Flusstäler mit ihren Weinanbaugebieten sind ebenfalls einen Besuch wert.

## Wirtschaft
Die Region verfügt über große Eisen- und Kupfervorkommen sowie Gold. Daneben ist die Landwirtschaft ein wichtiger Faktor, in vielen Flusstälern wird Wein (siehe auch den Artikel Weinbau in Chile) und Obst angebaut. An der Küste spielen der Fischfang, die Hafenwirtschaft und der Tourismus eine bedeutende Rolle.